# پهلوان اسد خراسانی
پهلوان اسد خراسانی از امیران معتمد شاه شجاع مظفری بود که شاه بدو سخت اعتماد و حتی ارادت داشت و حکومت کرمان را به او سپرد، اما پهلوان اسد نافرمانی آغاز کرد و در کرمان بنای استقلال گذاشت. پس شاه شجاع پهلوان علیشاه مزینانی را به دفع او فرستاد. مردم کرمان که از ستم پهلوان اسد به ستوه آمده بودند، مقدم سپاه اعزامی شاه شجاع را گرامی داشتند. سرانجام پهلوان اسد در سال ۷۷۶ هجری قمری کشته شد و پهلوان علیشاه، سر او را به شیراز برای شاه شجاع فرستاد. نام پهلوان اسد در متون قرن هشتم هجری و پس از آن، مَثَل کفران نعمت بوده‌است.

## آغاز کار
اسد، پسر طغانشاه، از نبایر مویدالدین آی ابه بود که به روزگار سلجوقیان، جزو امرای سلطان سنجر بود. اسد در خراسان به پهلوانی رسید. در آن هنگام دودمان ایرانی‌تبار آل مظفر بر بیشتر نواحی ایران تسلط یافته بودند و قلمرو آنان تنها سرزمین آرام ایران بود. بدین جهت، مستعدان برای ترقی به دربار آل مظفر روی می‌آوردند، پهلوان اسد نیز از خراسان به شیراز رفت و در خدمت نظام، وارد شد. پس از چندی، ستارهٔ بخت پهلوان اسد به یکباره درخشیدن گرفت و شاه شجاع سحرگاه زمستان، پهلوان جوان را دید که یخ شکست و وضو گرفت. این صحنه موجب علاقهٔ درحد ارادت شاه شجاع به پهلوان اسد شد و او را به سرعت در مدارج ترقی برکشید و سخنان ناصحان را که دربارهٔ ترقی دادن سریع و ناآزمودهٔ سربازی گمنام، شاه را بیم می‌دادند، نمی‌شنید. این ارادت عجیب و ناگهانی، همواره محل شگفتی و پرسش دیگران بود و شاعری با اندک مایه‌هایی از طنز، در این معنی سرود:
| از کریمی که هست شاه شجاع   |  | مهر این مرد در دلش رُسته ست     |
| زان که در ماه دی ز بهر وضو |  | یخ شکسته ست و دست و رو شسته ست |

اوج این ترقی شتابناک، آن هنگام بود که شاه شجاع، پهلوان اسد را در سال ۷۶۷ هجری قمری به امارت کرمان فرستاد، در حالی که کرمان را مهم‌ترین شهر و وطن اجدادی آل مظفر و حتی مهمتر از پایتخت می‌دانست.

## سرانجام کار پهلوان اسد
شکستن دنده